# Francisco Armet de Castellví
Francisco Armet de Castellví, surnommé Pakán, né le 5 novembre 1892 à Terrassa (Catalogne, Espagne) et mort le 23 mars 1973 à Madrid (Espagne), est un footballeur espagnol des années 1910 et 1920 qui jouait au poste de défenseur.

## Biographie
Francisco Armet est issu d'une famille de l'aristocratie catalane. Avec ses frères Juan Armet et Jorge Armet, ils forment une fratrie sportive célèbre des débuts du XXe siècle en Espagne.
Francisco commence à pratiquer le football à l'Universitari SC en 1910. En 1912, il rejoint le FC Barcelone et en 1913 le RCD Espanyol. Il joue pendant sept saisons avec l'Espanyol formant une belle ligne défensive avec Ricardo Zamora et Amadeo Puig. C'est justement Francisco qui a encouragé Zamora à se lancer dans le football. En 1916, Francisco Armet devient capitaine de l'Espanyol.
Il évolue aux côtés de ses frères aussi bien à l'Universitari qu'à l'Espanyol.
Francisco Armet joue deux finales de Coupe d'Espagne : la première en 1912 sous le maillot du FC Barcelone gagnée face à la Gimnàstica de Madrid. La deuxième en 1915 avec l'Espanyol perdue contre l'Athletic Bilbao.
Il est sélectionné par l'équipe de Catalogne.

## Palmarès
Avec le FC Barcelone :
- Vainqueur de la Coupe d'Espagne en 1912
- Vainqueur de la Coupe des Pyrénées en 1912

Avec le RCD Espanyol :
- Champion de Catalogne en 1915 et 1918